# 朱利安·彼得
胡琏·彼得將軍是一名巴基斯坦陸軍將領。也是第一位信奉基督教的巴基斯坦陸軍將軍，軍銜為少將。
他生於拉瓦爾品第的天主教家庭，在當地的聖瑪麗亞剑桥学院接受教育。 他在卡库尔的巴基斯坦军事学院接受军事训练。
1971年，彼得在第三次印巴戰爭指挥步枪连时受伤。他拒绝撤离，并继续战斗，直到巴基斯坦軍隊投降。
1989年4月，他从军队晋升为准将，之后直到1991年6月在锡亚尔科特指挥巴基斯坦陸軍124旅，並成為一名軍事評論家。1993年4月，他成为第一位晋升为少将的基督徒。同時擔任駐歐卡拉的第40突擊師的指揮官。
1999年，胡琏·彼得少将担任总部设在拉瓦尔品第的后勤部主任。他是Hilal-e-Imtiaz勳章的獲得者。
彼得在2004年退休之前一直担任一个师的总司令和陆军总部的总参谋长。在退休前，他還是一家巴基斯坦軍隊開辦的化肥公司的董事。
2011年12月，他是圣玛丽剑桥学校授勋仪式的主要嘉宾。